# Huanchaca-Plateau
Das Huanchaca-Plateau (Sierra de Huanchaca), auch Caparuch- oder Caparú-Plateau genannt, liegt im Osten Boliviens und teilweise im östlich angrenzenden Mato Grosso in Brasilien. Es hat eine Größe von etwa 6800 km², erreicht etwa eine Höhe von etwas mehr als 1000 m und ist im Süden und Westen durch eine Steilstufe vom 200 bis 300 m hoch gelegenen Schwemmland des Río Paraguá und seiner Nebenflüsse getrennt. Im Norden wird es durch den Río Iténez begrenzt. Im Osten ist das Plateau auch durch eine Steilstufe begrenzt, jedoch ist der Höhenunterschied deutlich kleiner als auf der Westseite. Auf der brasilianischen Seite wird das Flachland, aber auch kleine Teile des Plateaus landwirtschaftlich genutzt. Der bolivianische Teil des Plateaus liegt im Nationalpark Noel Kempff Mercado, ein in Brasilien liegender Teil im Parque Estadual da Serra de Ricardo Franco.
Auf dem Huanchaca-Plateau entstehen mehrere Flüsse, wie etwa der Río Paucerna. Es gibt Wasserfälle, die auch von touristischem Interesse sind, diese sind Catarata Arco Iris, Catarata Fawcett, Catarata Ahlfeld und Catarata El Encanto.

## Geologie
Das Huanchaca-Plateau besteht aus präkambrischen Gesteinen, vorwiegend Sandstein, Schluffstein und Quarzit.